# Neuseeländische Cricket-Nationalmannschaft in Australien in der Saison 2001/02
Die Tour der neuseeländischen Cricket-Nationalmannschaft nach Australien in der Saison 2001/02 fand vom 16. Oktober bis zum 30. November 2001 statt. Die internationale Cricket-Tour war Teil der internationalen Cricket-Saison 2001/02 und umfasste drei Test Matches. Die Testserie ging 0-0 aus.

## Vorgeschichte
Für beide Mannschaften war es die erste Tour der Saison. Das letzte Aufeinandertreffen der beiden Mannschaften bei einer Tour fand in der Saison 1999/2000 in Neuseeland statt. Nach den Terroranschlägen des 11. Septembers 2001 in den USA wurde die zuvor geplante Tour Neuseelands gegen Pakistan aus Sicherheitsgründen abgesagt. Neuseeland strebte deshalb weitere Spiele in Australien an, die Australien nach der endgültigen Absage der Tour in Pakistan auch zusicherte.

## Stadien
Für die Tour wurden folgende Stadien als Austragungsorte vorgesehen und am 22. Mai 2001 bekanntgegeben.
| Stadion        | Stadt    | Kapazität | Spiele  |
| -------------- | -------- | --------- | ------- |
| The Gabba      | Brisbane | 42.000    | 1. Test |
| Bellerive Oval | Hobart   | 20.000    | 2. Test |
| WACA Ground    | Perth    | 20.000    | 3. Test |

## Kader
Neuseeland benannte seinen Kader am 5. Oktober 2001.
Australien benannte seinen Kader am 31. Oktober 2001.
| Test | Test |
| Australien | Neuseeland |
| --- | --- |
| - Steve Waugh (K) - Adam Gilchrist (wk) - Jason Gillespie - Matthew Hayden - Justin Langer - Brett Lee - Glenn McGrath - Damien Martyn - Ricky Ponting - Shane Warne - Mark Waugh | - Stephen Fleming (K) - Nathan Astle - Matthew Bell - Shane Bond - Chris Cairns - Craig McMillan - Chris Martin - Dion Nash - Shayne O’Connor - Adam Parore (wk) - Mark Richardson - Mathew Sinclair - Daryl Tuffey - Daniel Vettori - Lou Vincent |

## Tour Matches
| 16. – 19. Oktober Scorecard | Brisbane | New Zealanders 297-8d (97) & 296-6d (90.2) | – | Queensland Academy of Sport 267-7d (70) & 114-2 (31) |
|                             |          | Remis                                      |   |                                                      |

| 21. – 23. Oktober Scorecard | Canberra | Australian Capital Territory President’s XI 439-6d (141) & 39-0 (12) | – | New Zealanders 340-4d (127) |
|                             |          | Remis                                                                |   |                             |

| 26. – 28. Oktober Scorecard | Brisbane | Queensland Academy of Sport 477-6d (101) | – | New Zealanders 498-8 (121) |
|                             |          | Remis                                    |   |                            |

| 16. – 19. November Scorecard | Adelaide | South Australia 297-9d (94) & 212 (69.3) | – | New Zealanders 314 (115.2) & 178 (66.1) |
|                              |          | South Australia gewinnt mit 17 Runs      |   |                                         |

| 1. – 4. November Scorecard | Brisbane | New Zealanders 444-9d (136) & 213-6d (53.5) | – | Queensland 347 (110.3) & 202-4 (42) |
|                            |          | Remis                                       |   |                                     |

## Test Matches

### Erster Test in Brisbane
| 8. – 12. November Scorecard | Brisbane | Australien 486-9d (131) & 84-2d (14) | – | Neuseeland 287-8d (88.4) & 274-6 (57) |
|                             |          | Remis                                |   |                                       |

### Zweiter Test in Hobart
| 22. – 26. November Scorecard | Hobart | Australien 558-8d (124) | – | Neuseeland 243-7 (105.2) |
|                              |        | Remis                   |   |                          |

### Dritter Test in Perth
| 30. November – 4. Dezember Scorecard | Perth | Neuseeland 534-9d (162.5) & 256-9d (71) | – | Australien 351 (103.4) & 381-7 (110) |
|                                      |       | Remis                                   |   |                                      |

Der Australier Brett Lee wurde auf Grund von aggressivem Verhalten nach dem erzielen des Wickets gegen Shane Bond mit einer Geldstrafe belegt.

## Statistiken
Die folgenden Cricketstatistiken wurden bei dieser Tour erzielt.
| Tests           | Tests      | Tests   | Tests   | Tests   | Tests   | Tests   | Tests   | Tests   |
| Batting         | Batting    | Batting | Batting | Batting | Batting | Batting | Batting | Batting |
| Spieler         | Mannschaft | Spiele  | Innings | Runs    | Average | HS      | 100s    | 50s     |
| --------------- | ---------- | ------- | ------- | ------- | ------- | ------- | ------- | ------- |
| Nathan Astle    | Neuseeland | 3       | 5       | 322     | 80,50   | 156*    | 1       | 1       |
| Justin Langer   | Australien | 3       | 5       | 320     | 80,00   | 123     | 2       | 1       |
| Matthew Hayden  | Australien | 3       | 5       | 297     | 59,40   | 136     | 1       | 2       |
| Adam Gilchrist  | Australien | 3       | 5       | 260     | 65,00   | 118     | 1       | 1       |
| Ricky Ponting   | Australien | 3       | 5       | 251     | 83,66   | 157*    | 1       | 0       |
| Bowling         |            |         |         |         |         |         |         |         |
| Spieler         | Mannschaft | Spiele  | Overs   | Wickets | Average | BBI     | 5W      | 10W     |
| Brett Lee       | Australien | 3       | 100.5   | 14      | 25,14   | 5/67    | 1       | 0       |
| Daniel Vettori  | Neuseeland | 3       | 131.2   | 13      | 33,84   | 6/87    | 2       | 0       |
| Jason Gillespie | Australien | 3       | 111.4   | 11      | 28,72   | 3/45    | 0       | 0       |
| Chris Cairns    | Neuseeland | 3       | 108     | 10      | 45,50   | 5/146   | 1       | 0       |
| Shane Warne     | Australien | 3       | 124.2   | 6       | 71,66   | 3/89    | 0       | 0       |

## Player of the Series
Als Player of the Series wurden die folgenden Spieler ausgezeichnet.
| Serie | Player of the Series |
| ----- | -------------------- |
| Test  | Justin Langer        |

### Player of the Match
Als Player of the Match wurden die folgenden Spieler ausgezeichnet.
| Spiel   | Player of the Match |
| ------- | ------------------- |
| 1. Test | Brett Lee           |
| 2. Test | Ricky Ponting       |
| 3. Test | Daniel Vettori      |